# Ochodaeus luscinus
Ochodaeus luscinus är en skalbaggsart som beskrevs av Henry Fuller Howden 1968. Ochodaeus luscinus ingår i släktet Ochodaeus och familjen Ochodaeidae. Inga underarter finns listade i Catalogue of Life.